# Иван Зељковић
Иван Зељковић (Београд, 16. април 1975) српски је географ, ТВ водитељ, новинар, продуцент и гласовни глумац. Широј јавности у Србији је најпознатији као водитељ српског издања тв квиза Желите ли да постанете милионер? због чега је и добио надимак Зека Милионер.

## Биографија
Иван Зељковић је рођен 16. априла 1975. године у Београду. Најпознатији је као водитељ квиза Желите ли да постанете милионер? на БК, Б92, ТВ Национална, ТВ Прва и Нова; и Будилника на БК. Власник је продукцијске куће Адвентиџ, која продуцира или је продуцирала Желите ли да постанете милионер?, Кућу снова, Народ против, Само вечерас и Кеш Такси.
По струци је географ, завршио је Географски факултет Универзитета у Београду, и члан је Географског истраживачког друштва (ГИД).
У 2006. је заједно са Миланом Калинићем био мета Немогуће мисије, када су место Радичевић код Бечеја претворили у албанско насеље Скендерај. Том приликом је организована и лажна представа у којој се велича ОВК, а Калинића су и довели у ситуацију да мора да ожени једну Албанку.
Крајем 2009. и почетком 2010. године Зељковић је био главни човек пројекта Национална, прве српске синдикејтед ТВ мреже која је била емитована на 16 локалних и регионалних телевизија широм Србије.
Зељковић већ неко време живи ван Србије, у Дубаију, где се бави маркетингом, брендирањем и дигиталним медијима.